# 大胡警察署

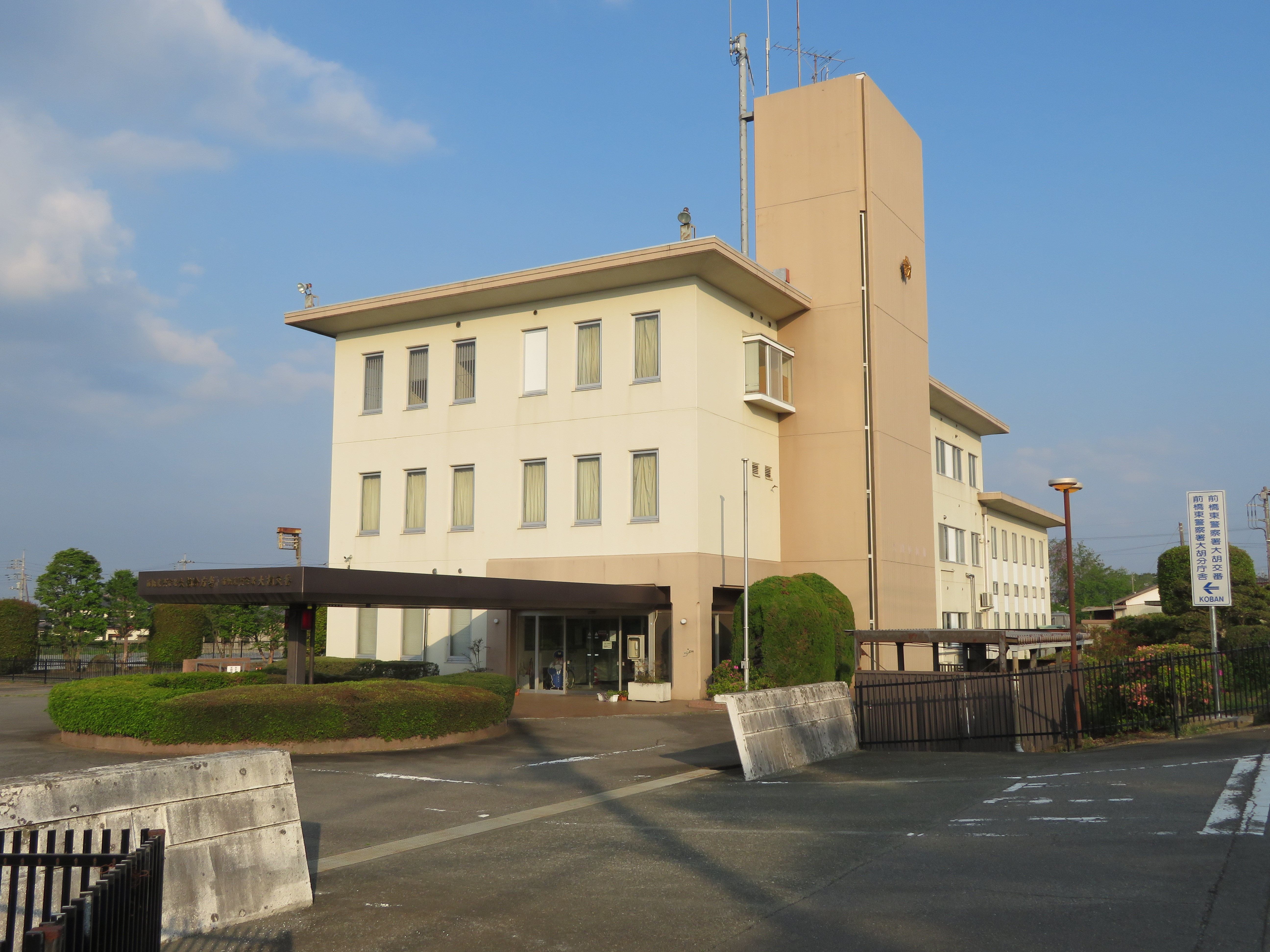
大胡分庁舎

大胡警察署（おおごけいさつしょ）は、かつて存在した群馬県警察の警察署。2011年（平成23年）3月16日の組織変更にともない前橋東警察署大胡分庁舎（まえばしひがしけいさつしょおおごぶんちょうしゃ）となった。

## 概要
管轄区域であった勢多郡大胡町、宮城村、粕川村が2004年（平成16年）12月5日、前橋市に編入合併し前橋市となった事に加え、群馬県警察が夜間・休日の警察力の維持や大規模な事件・事故への対応のための警察署の再編整備（小規模警察署の近隣警察署への統合）の一環として、2011年（平成23年）3月16日より前橋東警察署に統合し、前橋東警察署大胡分庁舎となった。なお、統合後は交番併設型の分庁舎となった。

## 所在地
- 群馬県前橋市樋越町75

## 管轄区域
- 群馬県前橋市
  - 大胡地区　大胡町、茂木町、堀越町、横沢町、滝窪町、東金丸町、河原浜町、樋越町、上大屋町
  - 宮城地区　鼻毛石町、柏倉町、市之関町、三夜沢町、苗ヶ島町、馬場町、大前田町
  - 粕川地区　粕川町中之沢、室沢、月田、稲里、新屋、込皆戸、深津、女渕、西田面、前皆戸、上東田面、下東田面、一日市、中、膳

## 駐在所
- 柏倉駐在所
- 苗ケ島駐在所
- 女渕駐在所
- 月田駐在所